# 장크트니클라우스역
장크트니클라우스역(프랑스어: Gare de St. Niklaus, 독일어: Bahnhof St. Niklaus)은 스위스 발레주 피스프구의 일부인 마터탈에 있는 장크트니클라우스 자치체에 위치한 역이다. 1,000mm 미터궤 브리크-체르마트선에 있는 철도역이며, 지역 열차로만 운행된다.

## 운행편
다음 서비스가 장크트니클라우스(생니콜라)에서 정차한다.
- 레기오 : 체르마트와 피스프 사이를 30분 간격으로 운행하며, 다른 모든 열차는 피스프에서 피쉬까지 계속 운행한다.